# Bad Kissingen járás
Bad Kissingen járás egy járás Bajorországban. Bad Kissingen járás Rhön-Grabfeld, Schweinfurt, Main-Spessart, Main-Kinzig és Fulda járásokkal határos. Lakosainak száma 99 022 fő (1987. május 25.).

## Népesség
A járás népessége az elmúlt években az alábbi módon változott:
| Lakosok száma | 102 859 | 99 022 | 103 124 | 102 865 | 102 901 | 103 106 | 103 100 | 103 265 |
|               | 1970    | 1987   | 2012    | 2013    | 2014    | 2015    | 2016    | 2017    |